# Asellus balcanicus
Asellus balcanicus är en kräftdjursart som beskrevs av Stanko Karaman 1952. Asellus balcanicus ingår i släktet Asellus och familjen sötvattensgråsuggor. Inga underarter finns listade i Catalogue of Life.